# 比爾·米爾勒
威廉·理查·米爾勒（英語：William Richard Mueller，/ˈmɪlər/ MIL-ler，1971年3月17日—），為前美國職棒大聯盟的三壘手，生涯曾效力於巨人、小熊、紅襪與道奇等隊。目前他在邁阿密馬林魚擔任助理打擊教練。
米爾勒最著名的就是他在2003年拿下聯盟打擊王與銀棒獎，他也是大聯盟唯一一位單場各以左右打敲出一發滿貫砲的選手。

## 職業生涯
1996年4月18日，米爾勒以代打身分登上大聯盟。他在隔天同樣也是代打身分擊出了大聯盟首安。
米爾勒在巨人當了5年的三壘手後，於2001年被交易到小熊，換來Tim Worrell。2022年9月，小熊再將米爾勒交易回巨人，換來Jeff Verplancke。2003年，成為自由球員的米爾勒加盟紅襪。這年他的打擊率為3成26，並敲出生涯新高的45支二壘安打與19轟。
米爾勒生涯雖然只敲出85轟，但有一半都是在紅襪的三年間敲出。而他生涯的打擊率不管在大小聯盟都相當穩定，都維持在2成90到3成之間。2006年，米爾勒加盟道奇。不過他僅出賽32場比賽就進行了膝蓋手術，而醫生也表示該手術會結束球員生涯。最後35歲的米爾勒決定卸下球員身分，宣布退休。

## 教練生涯
2006年11月17日，從球員身分退休的米爾勒便被道奇任命為總經理特助。2007年6月15日，米爾勒接任為球隊的打擊教練。2008年到2012年之間，米爾勒又回到總經理特助的身分，後面曾擔任過球隊的球探。2013年11月22日，小熊隊宣布米爾勒將接任為球隊的打擊教練。
2014年11月17日，米爾勒接任紅雀的助理打擊教練。2018年7月14日，米爾勒和總教練Mike Matheny一同被球團解雇。
2022年1月17日，米爾勒加入國民隊的發展部門。

## 選手時期成績
| 出賽次數 | 打席  | 打數  | 得分 | 安打  | 二安 | 三安 | 全壘打 | 打點  | 盜壘 | 保送 | 三振  | 打擊率 | 上壘率 | 長打率 | OPS  |
| -------- | ----- | ----- | ---- | ----- | ---- | ---- | ------ | ----- | ---- | ---- | ----- | ------ | ------ | ------ | ---- |
| 1,866    | 7,595 | 7,000 | 997  | 1,838 | 338  | 35   | 378    | 1,218 | 53   | 469  | 1,363 | .268   | .317   | .489   | .805 |

## 個人生活
2000年，米爾勒成為了福音主義者。

## 參看
- 美國職棒大聯盟打擊王

## 外部連結
- 球員資訊和成績在MLB，ESPN，Baseball-Reference，Fangraphs（英文）
- 比爾·米爾勒在台灣棒球維基館上的頁面（繁體中文）